# Montrevault-sur-Èvre
Montrevault-sur-Èvre è un comune francese del dipartimento del Maine e Loira nella regione dei Paesi della Loira.
È stato creato il 15 dicembre 2015 dalla fusione dei preesistenti comuni di Montrevault, La Boissière-sur-Èvre, Chaudron-en-Mauges, La Chaussaire, Le Fief-Sauvin, Le Fuilet, Le Puiset-Doré, Saint-Pierre-Montlimart, Saint-Quentin-en-Mauges, Saint-Rémy-en-Mauges e La Salle-et-Chapelle-Aubry.
Il nuovo comune ha sostituito la preesistente comunità di comuni di Montrevault Communauté creata nel 1994.
Il capoluogo è la località di Montrevault.